# Sainte-Radegonde (Saona i Loara)
Sainte-Radegonde – miejscowość i gmina we Francji, w regionie Burgundia-Franche-Comté, w departamencie Saona i Loara.
Według danych na rok 1990 gminę zamieszkiwało 201 osób, a gęstość zaludnienia wynosiła 9 osób/km² (wśród 2044 gmin Burgundii Sainte-Radegonde plasuje się na 710. miejscu pod względem liczby ludności, natomiast pod względem powierzchni na miejscu 363.).